# جوش نيومان
جوش نيومان (بالإنجليزية: Josh Newman)‏ هو لاعب كرة قاعدة أمريكي، ولد في 11 يونيو 1982 في بورتسموث في الولايات المتحدة.

## وصلات خارجية
- جوش نيومان على موقع دوري كرة القاعدة الرئيسي (الإنجليزية)
- جوش نيومان على موقعبيزبول رفرنس.كوم (الدوري الرئيسي) (الإنجليزية)
- جوش نيومان على موقعبيزبول رفرنس.كوم (الدوري الثانوي) (الإنجليزية)